# Ibrahim al-Koni
Ibrahim al-Koni (arabiska: ابراهيم الكوني), född 1948 i Fezzan-öknen i södra Libyen, nära Ghadames, är en tuaregisk libysk författare, sedan 1993 bosatt i Schweiz.

## Biografi
al-Koni är tuareg, och tillhör således ett folk som traditionellt är nomadiserande. Han uppfostrades i tuaregtraditionen, men växte upp som bofast och fick från tolv års ålder utbildning på arabiska. Därefter arbetade han för olika libyska tidningar, och publicerade där essäer och litteraturkritik. Han studerade därefter litteraturvetenskap på Gorkijinstitutet i Moskva. Efter avslutade studier arbetade han som journalist i Moskva och Warszawa innan han 1993 flyttade till Schweiz. 
al-Koni skriver på arabiska, och debuterade som författare 1974 med en novellsamling. Sedan dess har han författat över 50 böcker och översatts till ett trettiotal språk.